# André-Guillaume-Étienne Brossard
Pour les articles homonymes, voir Brossard.
André Guillaume Étienne Brossard né le 7 juillet 1808 à La Rochelle et mort le 2 janvier 1890 à Dourdan est un peintre français.

## Biographie
André Brossard est le fils d'Aubin  Brossard, architecte, et de Marie Anne Fouquet. Il a pour frère l'architecte Antoine Brossard.
Il épouse Julie Louise Aline Baudry.
Il entre à l'École des beaux-arts de Paris en 1827, où il est élève du baron Gros et Paul Delaroche.
Il meurt le 2 janvier 1890 à Dourdan.

Œuvres d' André Brossard
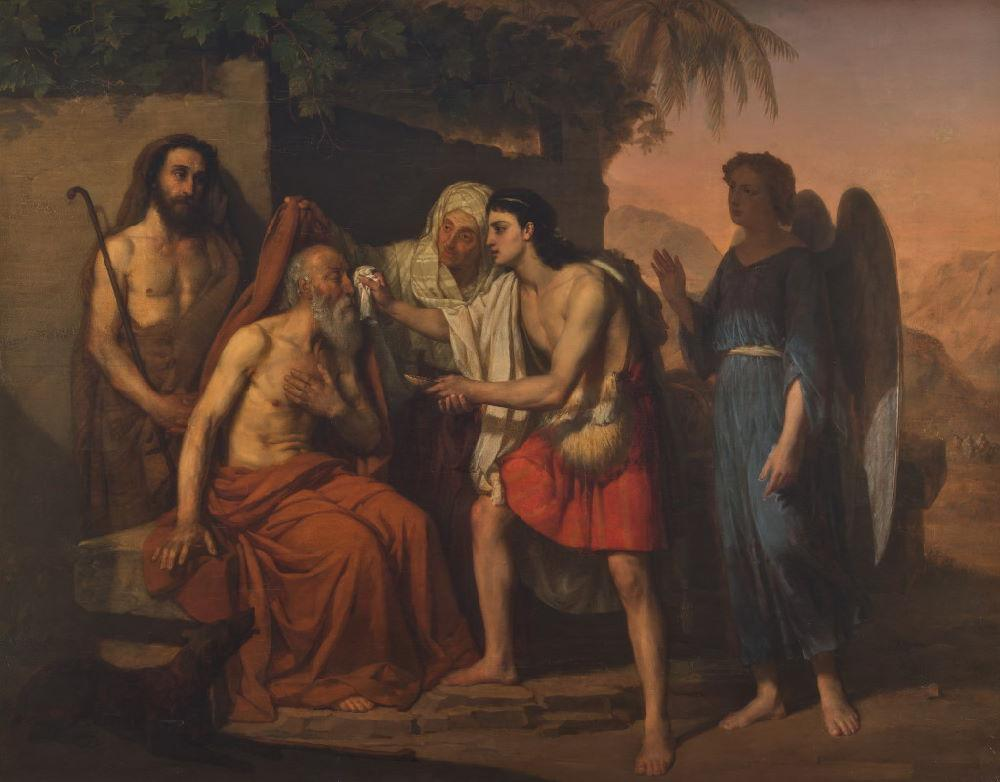
Tobie rendant la vue à son père (1835), musée des Beaux-Arts de La Rochelle.
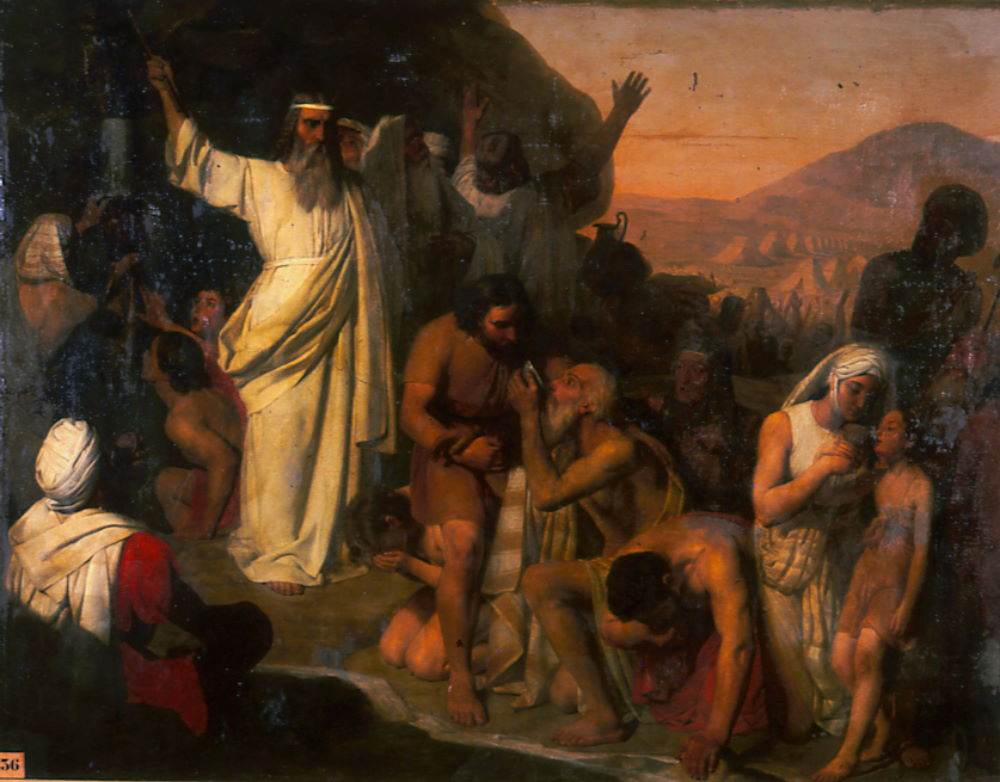
Le Frappement du rocher (1836), musée des Beaux-Arts de La Rochelle.
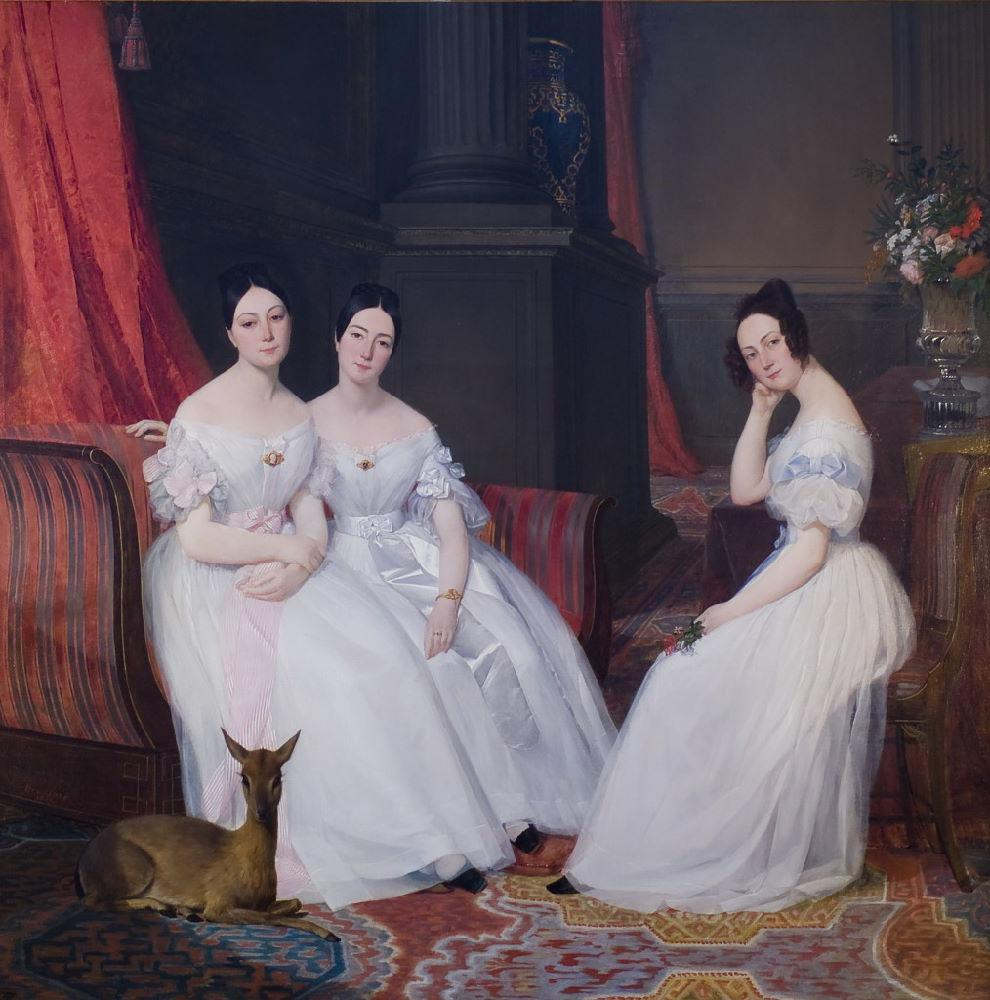
Portrait de trois jeunes filles de la famille Seignette (1837), musée des Beaux-Arts de La Rochelle.
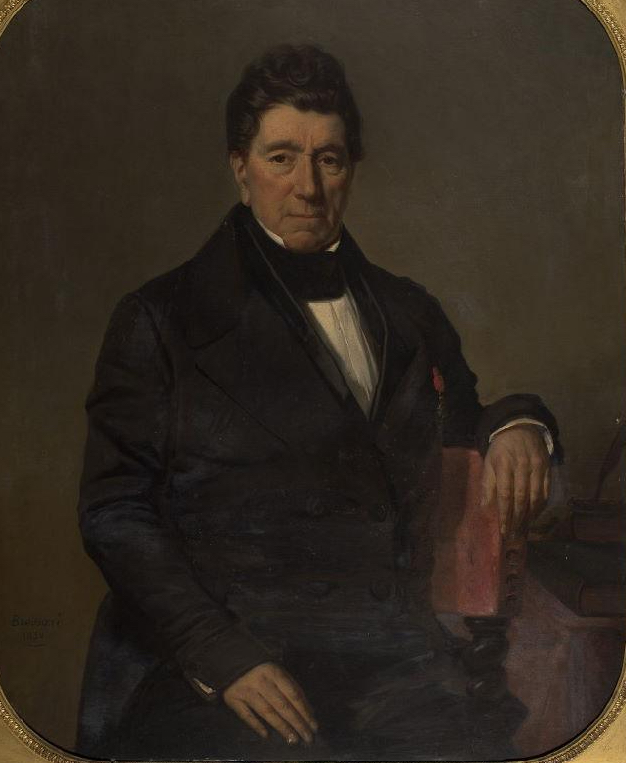
Portrait de Louis-Benjamin Fleuriau de Bellevue (1852), musée des Beaux-Arts de La Rochelle.
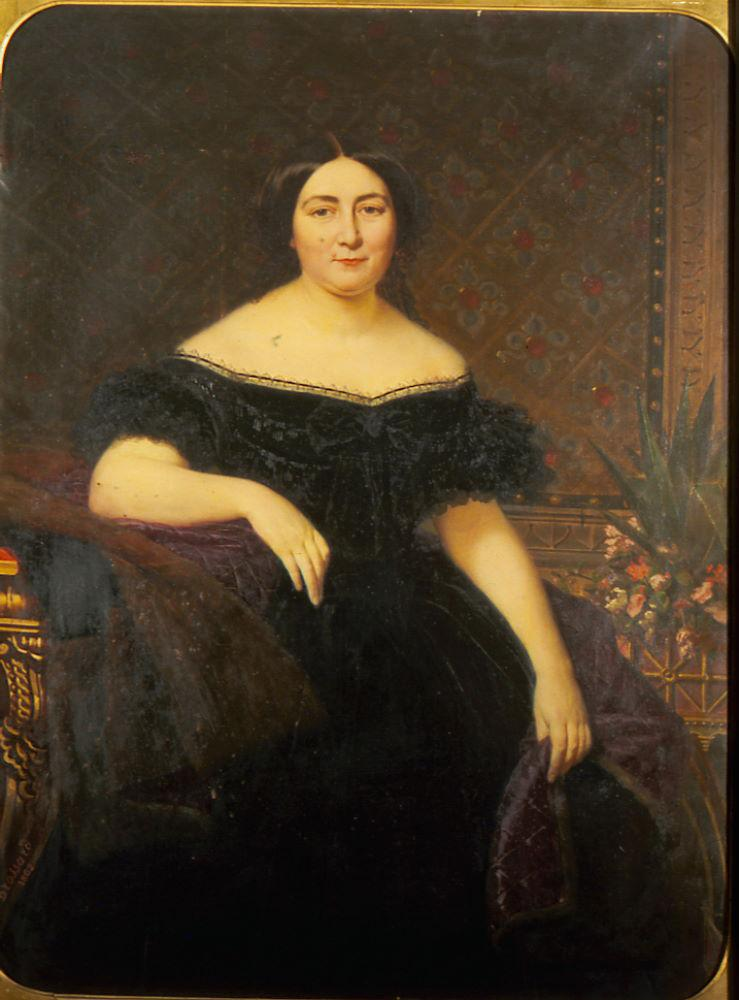
Portrait de Mme Charles Rivière, née Presle du Plessis (1862), musée des Beaux-Arts de La Rochelle.